# James McMonies
James McMonies (1800-12 janvier 1888) est un homme politique canadien de l'Ontario. Il est député fédéral libéral de la circonscription ontarienne de Wentworth-Nord de 1867 à 1872.

## Biographie
Ne à Kirkcudbright en Écosse, McMonies achète et opère une ferme et un scierie dans la ville de Waterdown en Ontario. En 1857, il est préfet d'East Flamborough (en).
Élu représentant du nord de Wentworth à l'Assemblée législative de la province du Canada lors d'une élection partielle déclenchée à la suite du décès de William Notman (en) en 1865. Réélu en 1867, il ne se représente pas en 1872.
En 1865, il est nommé greffier de la 3e cour de division du comté de Wentworth (en). McMonies meurt à Waterdown à l'âge de 88 ans.